# Alicja Jadwiga Kotowska

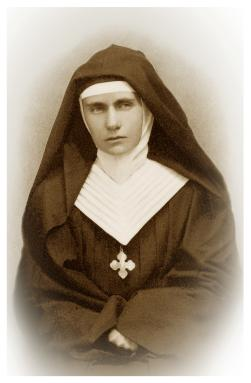
Alicja Jadwiga Kotowska rond 1938

Alicja Jadwiga Kotowska (Warschau, 20 november 1899 - Wielka Piaśnica, 11 november 1939) was een Pools kloosterzuster die in 1939 geëxecuteerd werd door de Nazi's in de buurt van Wielka Piaśnica (Pommeren).
Kotowska werd op 13 juni 1999 zalig verklaard door paus Johannes Paulus II als een der Poolse martelaren van de Tweede Wereldoorlog.

## Levensloop
Ze werd in november 1899 geboren als Maria Jadwiga Kotowska, dochter van Jan Kotowski en Zofia (Barska) Kotowski. Ze studeerde geneeskunde aan de Universiteit van Warschau. In 1918 trad ze toe tot de Poolse Militaire Organisatie en werd ze verpleegster bij het Rode Kruis in de Eerste Wereldoorlog. 
Op 29 juli 1922 trad ze het klooster van de Congregatie van de Zusters van de Wederopstanding in en nam ze de naam Alicja aan. Ze begon te werken als lerares en na het behalen van haar kwalificaties, was ze jarenlang directeur van een school in Wejherowo.
Op 24 oktober 1939 werd ze gearresteerd door de Gestapo en overgebracht naar de gevangenis in Wejherowo. Ongeveer twee weken later werd ze door de Duitsers neergeschoten in de bossen van Piaśnica, hoogstwaarschijnlijk tijdens een grote executie (314 slachtoffers) op 11 november 1939. Op die dag werd ze voor het laatst gezien op het erf van de gevangenis toen ze een vrachtwagen binnenging met een groep Joodse kinderen, die ze bij de hand hield om hen aan te moedigen. 
Het lichaam van zuster Alicja is nooit gevonden, maar tijdens de naoorlogse opgravingen werd een rozenkrans, die door de zusters van de Wederopstanding werd gedragen, in een van de graven in Piaśnica gevonden.